# الشان عبدالله‌یف
الشان عبدالله‌یف (ترکی آذربایجانی: Elşən Abdullayev؛ زادهٔ ۵ فوریهٔ ۱۹۹۴) بازیکن فوتبال اهل جمهوری آذربایجان است.
از باشگاه‌هایی که در آن بازی کرده است می‌توان به باشگاه فوتبال سومقاییت اشاره کرد.
وی همچنین در تیم ملی فوتبال زیر ۲۱ سال جمهوری آذربایجان بازی کرده است.